# 密脉土蜜树
密脉土蜜树（学名：Bridelia spinosa），为大戟科土蜜树属下的一个植物种。